# Machanga (distrito)

localização do distrito de Machanga em Moçambique

Machanga é um distrito da província de Sofala, em Moçambique, com sede na povoação de Machanga. Tem limite, a norte com o distrito de Búzi, a noroeste com os distritos de Chibabava, a oeste com o distrito de Machaze (distrito da província de Manica), a sul com os distritos de Mabote e Govuro (distritos da província de Inhambane) e a leste com o Oceano Índico.
De acordo com o Censo de 2017, o distrito tem 55 084  habitantes e uma área de 4 657 km², daqui resultando uma densidade populacional de 11,8 h/km².

## Divisão Administrativa
O distrito está dividido em três postos administrativos (Machanga, Chiloane e Divinhe), compostos pelas seguintes localidades:
- Posto Administrativo de Machanga:
  - Mavinga
  - Djavane
  - Zimuala
- Posto Administrativo de Chiloane:
  - Chiloane
  - Inharingue
- Posto Administrativo de Divinhe:
  - Divinhe
  - Buéne
  - Maropanhe